# 朱常治
朱常治（1587年—1588年），明神宗第四子，明恭宗的同母弟弟，母恭恪皇貴妃鄭氏。
朱常治一歲就夭折，明神宗颇为伤心。萬曆年間追封為沅懷王。
| 無 原因：明政府封之 | 明沅國國王 追封 | 空缺下一位持有相同頭銜者：哀王朱慈𤇥 |